# Regierung Julijan Rewaj
Die Regierung Julijan Rewaj, geführt vom Ministerpräsidenten Julijan Rewaj (ukrainisch Юліян Ревай, tschechisch Július Révay), war die erste und einzige Regierung der unabhängigen Karpatenukraine. Sie befand sich vom 15. März 1939 bis 18. März 1939 im Amt. Die vorherige Regierung, die Regierung Awgustyn Woloschyn III, war die letzte Regierung des autonomen Teilstaates der Tschecho-Slowakei 1938–1939. Nach der vollständigen Besetzung des Landes am 18. März 1939 durch ungarische Armeeeinheiten hörte der unabhängige Staat nach nur drei Tagen auf zu existieren.

## Regierungsbildung

### Ministerpräsident der unabhängigen Karpatenukraine 1939
In einigen wenigen Quellen ist die Angabe zu finden, der Ministerpräsident der ersten (und einzigen) Regierung der unabhängigen Karpatenukraine war Awgustyn Woloschyn. Dies ist zu lesen beispielsweise auf einer Unterseite der ukrainischen Regierung; ähnliche Angaben finden sich ebenfalls in anderen Quellen, die allerdings unbestimmt formulieren, Woloschyn wurde zum Präsidenten gewählt und die Regierung wurde ernannt, ohne den Ministerpräsidenten namentlich zu nennen. In allen anderen Quellen ist eindeutig Julijan Rewaj als Ministerpräsident genannt, darunter auf ukrainischen Regierungsseiten wie auch auf Enzyklopädien, auf der Seite des Militärischen historischen Institut des Verteidigungsministerium der Tschechischen Republik und auf anderen, teilweise mit dem Hinweis, dass Rewaj zum Ministerpräsidenten "in absentia" ernannt wurde, weil er nach Berlin reiste, um Verhandlungen mit Adolf Hitler zu führen. Ausschlaggebend sind hier jedoch die Arbeiten und Angaben der russinisch-ukrainischen Publizisten und Historiker Pjotr Godmasch und Sergej Godmasch, die durch die gleichlautenden Angaben in der chronologischen Übersicht des Servers Хронос (Chronos) bestätigt werden, und die sich auf die Entscheidungen des Parlaments Sojm beziehen. Danach ist Julijan Rewaj eindeutig als Ministerpräsident eingesetzt worden.

### Regierung der unabhängigen Karpatenukraine 1939
In der Nacht vom 13. auf den 14. März 1939 konnten die Einheiten der tschechoslowakischen Armee unter dem Befehl des Generals Prchala einen Putschversuch der profaschistischen Organisation Karpatská Sič (Karpatische Sitsch / Карпатська Січ) vereiteln; die Sič war – ähnlich wie die Hlinka-Garden in der Slowakei – ein Instrument der deutschen Politik mit dem Ziel, die Tschecho-Slowakei zu zerschlagen. Nachdem jedoch am 14. März 1939 der Slowakische Staat ausgerufen und das Gebiet der Karpatenukraine im Süden durch ungarische Einheiten angegriffen wurde, hat am 15. März 1939 auch die Karpatenukraine die Unabhängigkeit erklärt, wodurch die föderale Tschecho-Slowakei mit ihren autonomen Gebieten unterging, was damals von deutscher Seite als „Zerschlagung der Rest-Tschechei“ genannt wurde.
In dieser unübersichtlichen Lage kam es zu einigen gleichzeitigen Lösungsversuchen, eine Regierung zu etablieren. Der Historiker Godmasch erwähnt in zwei seiner Arbeiten, dass Woloschyn am 14. März 1939 um 17 Uhr, zu dem Zeitpunkt noch Ministerpräsident der autonomen Karpatenukraine, eine Rede im Rundfunksender von Chust hielt, in der er unter anderem mitteilte, dass die Umstände eine Erklärung der Unabhängigkeit sowie die Einsetzung einer neuen Regierung unumgänglich machen. Er verbreitete in diesem Zusammenhang einen Vorschlag für die künftige Regierungszusammensetzung mit ihm als Ministerpräsidenten und Rewaj als Außenminister. Als weitere mögliche Minister wurden Jurij Perewuznyk, Stepan Klotschurak, Julij Braschtschajko und Nikolaj Dolinaj genannt. Diese Rede wurde am nächsten Tag in der Tageszeitung "Neue Freiheit" (Нова свобода) verbreitet. Wesentlich ist, dass dies nur als ein Vorschlag deklariert wurde, der noch nicht vom Parlament (Sojm) der Karpatenukraine angenommen wurde – das für die Ernennung einer Regierung zuständig war.
Am 15. März 1939 trat das Parlament der Karpatenukraine zu seiner ersten und einzigen Plenarsitzung zusammen. Es beschloss die Unabhängigkeitserklärung und erklärte alle Abgeordneten der bisherigen autonomen Karpatenukraine zu Abgeordneten des ausgerufenen neuen Staates. Ferner wurde Awgustyn Woloschyn zum Präsidenten ernannt. Woloschyn unterbreitete umgehend einen Vorschlag mit Regierungsmitglieren, der vom Parlament beraten wurde. Danach wurde die Regierung ernannt.
Am 18. März 1939 wurde das Gebiet der Karpatoukraine durch ungarische Armee besetzt.

## Regierungszusammensetzung
Das Parlament der Karpatenukraine hat in seiner Sitzung am 15. März 1939 die Bildung einer Regierung mit folgender Zusammensetzung beschlossen:
- Ministerpräsident: Julijan Rewaj
- Außenminister: Julijan Rewaj
- Wirtschafts- und Verteidigungsminister: Stepan Klotschurak
- Innenminister: Jurij Perewuznik
- Minister für Gesundheit und Soziales: Nikolaj Dolinaj
- Minister für Bildung und Religion: Awgustyn Stepan
- Minister für Finanzen und Kommunikation: Julij Braschtschajko

Die Zusammensetzung der kurzlebigen und einzigen Regierung der unabhängigen Ukraine 1939 in verschiedenen Quellen kann sich widersprechen, teilweise erheblich.